# Gmina Marklowice
Die Gmina Marklowice ist eine Landgemeinde im Powiat Wodzisławski der Woiwodschaft Schlesien in Polen. Ihr Sitz ist das gleichnamige Dorf (deutsch Marklowitz) mit etwa 5400 Einwohnern.

## Gliederung
Die Gemeinde Marklowice besteht aus dem namensgebenden Dorf mit den Ortsteilen Marklowice-Chałupki, Marklowice Dolne sowie Górne, Marklowice-Praga, Grodzisko, Kępa und Wilczek.

## Partnergemeinde
- Barlin, Frankreich